# Patacocha (Lima)
Patacocha es un despoblado peruano ubicado en el distrito de Cajatambo, perteneciente a la provincia homónima del departamento de Lima, al centro oeste del Perú. 

## Ubicación
Patacocha se ubica al sureste de la provincia de Cajatambo, en el distrito de Cajatambo, en el departamento de Lima.

## Demografía
En 1993 Patacocha tenía una población de 8 habitantes, mientras que en 2017 no tuvo a ningún habitante empadronado.
| Gráfica de evolución demográfica de Patacocha entre 1993 y 2017 |
|                                                                 |
| Fuentes: Población 1993 y 2017                                  |